# Гамзиградска култура
Гамзиградска култура је култура позног бронзаног доба, коју су 1995. дефинисали Срејовић и Лазић. Она је хронолошки одређена у период краја раног бронзаног и развијеног бронзаног доба, односно од 1700. године п. н. е. до 1300. године п. н. е. Простирање ове културе обухватало је слив Црног Тимока.
Локалитети ове културе:
- Бањска стена
- Магура
- Трњане

Насеља се формирају на природно заштићеним узвишењима, са траговима додатног утврђивања, а овакав положај имају и некрополе.
Култура је подељена на две фазе. Старија је паралелна са Ватинском културом и позним фазама Вербичоара културе.
Насеља из тог периода се могу сврстати у две групе: отворена са једнослојном хоризонталом, често девастираном стратиграфијом и затворена, градинска, са вишеслојном, јасном стратиграфском ситуацијом.

## Керамика
Старија фаза је обележена керамиком добре фактуре, сивоцрне и мрке боје. Облици су двоухи пехари, дубоке шоље са једном или две дршке које често прелазе обод, на крајевима понекад имају дугметасте или рожасте украсе.
Јављају се и биконичне зделе левкастог врата са вертикалном дршком испод обода, као и различито профилисани лонци.
Фина керамика је украшена урезима геометријских мотива.
У млађој фази керамика је заступљена и на некрополама. Јављају се лонци са две или четири масивне дршке. Ови лонци, односно урне, орнаметнисани су урезима са оштром профилацијом које чине ромбове и троуглове.